# نيلسون دياز
نيلسون دياز (بالإسبانية: Nelson Díaz)‏ (12 يناير 1942 بمونتفيدو في الأوروغواي - ) هو لاعب كرة قدم أوروغواني في مركز الدفاع، شارك في كأس العالم 1966. وشارك مع منتخب الأوروغواي لكرة القدم. أما مع النوادي، فقد لعب مع أتلتيكو جونيور وبنيارول ومونتيفيديو واندررز ونادي إيميلك ونادي ميلوناريوس وأتلاتيكو إيرابواتو وHuracán Buceo ‏.

## وصلات خارجية
- نيلسون دياز على موقع الاتحاد الدولي (مؤرشف)  (الإنجليزية)
- نيلسون دياز على موقع قاعدة بيانات كرة القدم.إي يو (الإنجليزية)
- نيلسون دياز على موقع ناشيونال فوتبول تيمز (الإنجليزية)
- نيلسون دياز على موقع Soccerway.com (الإنجليزية)